# Dale (Vaksdal)
Dale is een plaats in de Noorse gemeente Vaksdal, provincie Vestland. Dale telt 1130 inwoners (2007) en heeft een oppervlakte van 0,91 km².